# Ревера (Станиславів)
«Ревера» (офіційна назва Військово-Цивільний Клуб Спортивний «Ревера» Станиславів, пол. Wojskowo-Cywilny Klub Sportowy "Rewera" Stanisławów)  — польський футбольний клуб з міста Станиславів (нині — Івано-Франківськ).

## Хронологія назв
- 1908—1936: СКС «Ревера» Станиславів (пол. SKS [Stanisławowski Klub Sportowy] "Rewera" Stanisławów)
- 1936—1939: ВЦКС «Ревера» Станиславів (пол. WCKS [Wojskowo-Cywilny Klub Sportowy] "Rewera" Stanisławów)

## Історія

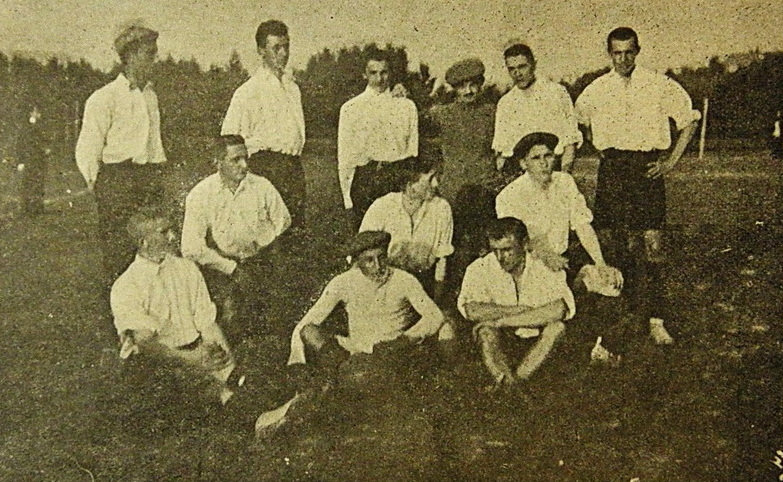
«Ревера» Станиславів (1909 р.)

«Реверу» засновано 1908 року в Станиславові. Вона була першим футбольним клубом в спортивній історії цього міста та одним із перших на території Галичини, яка тоді входила до складу Австро-Угорщини. Назва команди пов’язана з латинським словом «re vera» (перекладається як «істинно», «так само») — таке прізвисько було в Станіслава «Ревери» Потоцького, батька засновника міста Анджея (Андрія) Потоцького.
Свій перший в історії задокументований поєдинок «Ревера» зіграла 20 червня 1909 року в сусідньому Львові проти спортсменів місцевого клубу «Чарні» (резервний склад), зазнавши поразки 1:4. Через два тижні, 4 липня 1909 р., у Станиславові відбувся матч-реванш. Подія викликала підвищене зацікавлення в жителів міста, адже раніше іногородні футбольні клуби тут ще не гостювали. Резервісти львівських «Чарних» були сильнішими і в повторній зустрічі – 3:1.
До Першої світової війни клуб був членом Австрійського футбольного союзу та виступав у Чемпіонаті Галичини в класі II-A.
У наступний період своєї історії (1921—1939 роки) «Ревера» входила до структури «Polski Związek Piłki Nožnej» («Польський Футбольний Союз»).
У 1921 році «Ревера» в числі інших 6 клубів регіону стала співзасновником «Львівського Окружного Футбольного Союзу». Спочатку станиславівські футболісти змагалися у першостях класу «А» Львівської округи аж до 1933 року (за винятком 1925-1927 років, коли опустилися в клас «В»). У цих турнірах найбільші досягнення «Ревери» припадають на кінець 20-х — початок 30-х років: чемпіонство в сезоні 1931-го та віце-чемпіонство в сезонах 1928-го (після поразки у матчах плей-офф від «Полонії» з Перемишля – 0:3, 3:1 і 2:4) та 1932-го. 
У 1934—1939 роках «Ревера» виступала у найвищому дивізіоні новоствореного «Станиславівського Окружного Футбольного Союзу». Як чотириразовий переможець окружної першості, у різні роки клуб брав участь у відбірних турнірах за право виходу до Польської вищої ліги, але без особливих успіхів. Тільки в 1934 році «Ревері» вдалося стати переможцем своєї відбірної групи за вихід у еліту польського футболу. Але, отримавши перепустку до півфіналу змагань, її футболісти зазнали у ньому поразки в двораундовому протистоянні з  майбутнім переможцем відбору «Шльонском» (Свентохловиці).
У вересні 1939 року в зв’язку з початком Другої світової війни та радянською окупацією західноукраїнських земель футбольний клуб «Ревера» (Станиславів) припинив своє існування.
У 2011 році на футбольній карті сучасного Івано-Франківська з’явився клуб з однойменною назвою. Місцева громадська організація «Футбольний клуб «Ревера» оголосила себе спадкоємицею традицій славнозвісної станиславівської команди австрійських та польських часів. На сьогодні клуб бере участь в обласних вищолігових змаганнях Івано-Франківщини з футзалу.
Логотип ГО ФК «Ревера» (Івано-Франквіськ)
Влітку 2024 року в Івано-Франківську на базі «Футбольної академії «Прикарпаття» (ФАПФ) з’явився новий професійний клуб. З маркетингових міркувань він отримав назву «Ревера 1908». Керівники клубу, не претендуючи на факт правонаступництва, оголосили про намір стати продовжувачами кращих традицій місцевого футболу, закладених більше століття тому попередниками з «Ревери».

## Титули та досягнення
- Чемпіонат Львівського окружного футбольного союзу:
  -  чемпіон (1): 1931.
  -  віце-чемпіон (2): 1928, 1932.
- Чемпіонат Станиславівського окружного футбольного союзу:
  -  чемпіон (4): 1934, 1935, 1936/37, 1937/38.
  -  віце-чемпіон (1): 1938/39.

## Відомі гравці
- Сильвестр Барткевич
- Збіґнєв Венцель